# Прилуцький технічний фаховий коледж
Прилуцький технічний фаховий коледж — державний заклад фахової передвищої освіти, розташований у місті Прилуках Чернігівської області. Навчання здійснюється за денною та заочною формами.

## Загальні дані, структура та умови навчання
Прилуцький технічний фаховий коледж (головний корпус) розташований у представницькій спеціально зведеній будівлі за адресою:
вул. Київська, буд. 178, м. Прилуки—17500 (Чернігівська область, Україна).
Директор навчального закладу — Павло Іванович Черніков.
Спеціальності, за якими здійснюють підготовку фахівців у Прилуцькому технічному фаховому коледжі:
- - 071 Облік і оподаткування;
  - 123 Комп’ютерна інженерія;
  - 141 Електроенергетика, електротехніка та електромеханіка;
  - 192 Будівництво та цивільна інженерія (Газопостачання та енергоефективні системи забезпечення мікроклімату будівель);
  - 192 Будівництво та цивільна інженерія (Будівництво, обслуговування та ремонт гідромеліоративних споруд);
  - 193 Геодезія та землеустрій.

У Прилуцькому технічному фаховому коледжі навчається 0,75 тисяч осіб за денною формою навчання і 0,18 тисяч осіб на заочному відділенні коледжу.
Структурні підрозділи коледжу:
- навчальні відділення;
- навчально-виробнича майстерня;
- навчально-дослідне господарство.

Матеріально-технічна база: 4 навчальні корпуси, сучасне обладнання кабінетів і лабораторій, бібліотека, два гуртожитки, їдальня, буфет, спортивний зал, спортивний майданчик, закритий тир, актовий зал.

## Історія
У 1931 році до Прилук був переведений ветеринарний технікум із Миколаєва — цей рік і вважається роком заснування Прилуцького агротехнічного технікуму (коледжу).
Перший випуск ветеринарних спеціалістів — веттехніків-енізологів відбувся в 1933 році. Наступні випуски здійснювались у 1934—41 роках, по дві групи ветеринарних фельдшерів щорічно.
У 1936 році Прилуцький ветеринарний технікум був об'єднаний з технікумом нормування в сільському господарстві — на їх базі був організований Прилуцький зооветеринарний технікум з двома відділеннями: ветеринарним і соціалістичного обліку в сільському господарстві. Першим директором навчального закладу був І. І. Темносагатий
В роки ДСВ багато учнів та викладачів технікуму були на фронтах, чимало з них загинуло. Учасники бойових дій, а також ті, хто трудився в цей час у промисловості в тилу, нагороджені орденами та медалями.
У повоєнний час відбулися випуски ветеринарних фельдшерів: у 1945—48 роках — 58 осіб, 1946—49 — 74 особи, 1947—51 — 60 осіб.
У 1948 році Прилуцький ветеринарний технікум реорганізований у Прилуцький гідромеліоративний технікум, який розпочав підготовку спеціалістів-гідротехніків для сільського господарства.
В 1952 році було відкрите заочне відділення, що дало змогу більше готувати спеціалістів-гідротехніків, яких на той час не вистачало в сільськогосподарському виробництві. План прийому учнів по технікуму становив 60-70 осіб щорічно на базі 7 класів, термін навчання — 3 роки 10 місяців.
У 1954 році з ініціативи директора І. Ф. Сисуненка розпочалося будівництво нового навчального корпусу, урочисте відкриття якого відбулося 14 січня 1961 року, в будівництві якого активну участь брали викладачі та студенти технікуму. До 1961 року технікум готував спеціалістів гідротехніків і був підпорядкований Головному управлінню водного господарства.
У 1956—59 роках директором технікуму було призначено А. Д. Іванова, а в 1959—63 роках — П. В. Фурту.
У 1961 році було відкрите відділення електрифікації сільського господарства, відтак технікум розпочав підготовку техніків-електриків, перейшовши у підпорядкування управління сільського господарства навчальних закладів підготовки МС УРСР. З 1962 року навчальний заклад носив назву Прилуцький технікум гідромеліорації та електрифікації сільського господарства.
У 1964—68 роки навчальний заклад функціонував як радгосп-технікум, а в кінці 1968 року знову перейменований на технікум гідромеліорації та електрифікації сільського господарства.
У 1979 році директором технікуму був призначений М. М. Титаренко.
У 1987 році технікум знову був реорганізований у радгосп-технікум. За часи існування радгоспу-технікуму широко велося будівництво. Побудовано 3 житлові будинки у місті Прилуках, 13 — у селі Переволочній, пилорама, літній табір для утримання телят, АВМ для переробки відходів, критий тік, ангар, гараж, майстерню для ремонту техніки, ряд комплексних приміщень підсобного призначення — цехи з переробки сільськогосподарської продукції, розпочато будівництво нової школи в селі Переволочній.
В 1980—1994 роках у радгоспі-технікумі функціонувало відділення організаторів і технологів виробництва продуктів сільського господарства.
Вже за незалежності України в 1992 році було відкрито відділення експлуатації обладнання і систем газопостачання, а в 1994 році — відділення землевпорядкування.
Від жовтня 1995 року технікум очолив випускник 1971 року І П. Черніков — вчитель-методист, відмінник освіти України, ад'юнкт-професор.
У грудні 1997 року навчальний заклад перейменовано в Прилуцький агротехнічний технікум.
В лютому 2009 року Прилуцький агротехнічний технікум  був перейменований на Прилуцький агротехнічний коледж, а з грудня 2021 року навчальний заклад  перейменовано на Прилуцький технічний фаховий коледж, де проводиться підготовка фахівців за навчальними планами закладу фахової передвищої освіти
Прилуцький технічний фаховий коледж має договори на співпрацю з низкою закладів вищої освіти, зокрема Харківським державним аграрним університетом ім. В. В. Докучаєва, Харківським державним технічним університетом сільського господарства, Ніжинським агротехнічним інститутом Національного аграрного університету, Чернігівським державним інститутом економіки та управління, Рівненським державним університетом водного господарства та природокористування, Сумським державним університетом та іншими, у яких, відповідно, випускники коледжу можуть продовжити своє навчання.

## Випускники
- Саник Олег Володимирович (1980—2017) — солдат Збройних сил України, учасник російсько-української війни;
- Лазар Віктор Леонідович (н 1960) — український підприємець.